# Xenolumpenus longipterus
Xenolumpenus longipterus is een straalvinnige vissensoort uit de familie van de stekelruggen (Stichaeidae). De wetenschappelijke naam van de soort is voor het eerst geldig gepubliceerd in 2009 door Shinohara & Yabe.